# 결핵수막염
결핵수막염(結核髓膜炎)은 수막이 결핵균에 감염된 것을 말한다. 결핵뇌막염(結核腦膜炎)이라고도 하며, 이전에는 결핵성 수막염(結核性髓膜炎)으로 불리기도 했다.
결핵수막염은 중추신경계 결핵의 가장 흔한 형태이다.

## 임상적 특성
발열과 두통이 특징적이다. 나중에는 정신적 혼미가 나타나고, 혼수상태가 되면 예후가 좋지 않다. 결핵수막염 환자 중 1/5은 수막증이 없다. 환자는 또한 국소신경학이상(focal neurological deficits)을 보일 수 있다.